# 프라하 노면전차

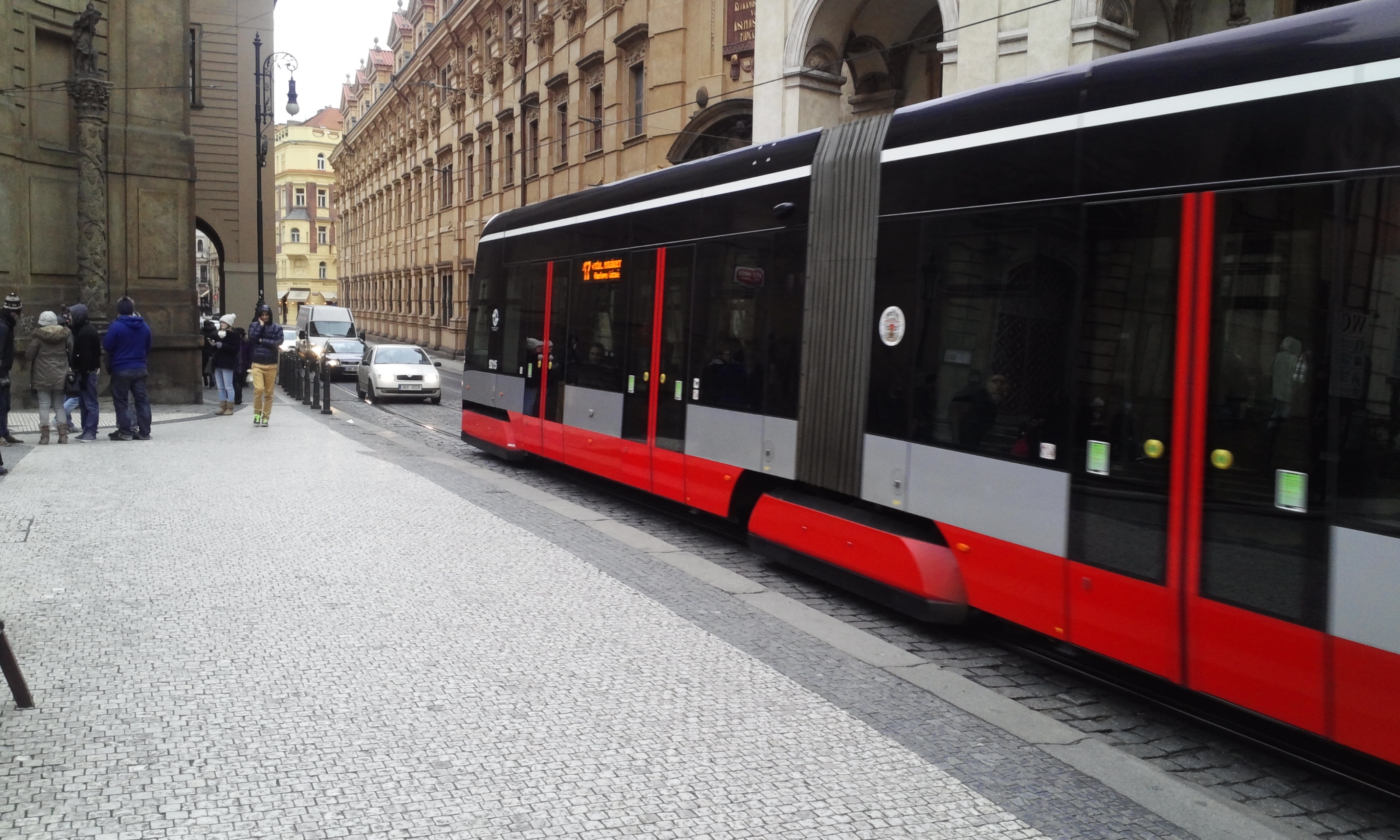
2015년 1월 프라하 노면전차

프라하 노면전차(Prague tramway network)는 체코의 수도인 프라하에 위치한 노면전차이다. 체코에서 가장 규모가 큰 트램 노선으로 선로 길이가 142.4km에 이르며, 전차 931개, 21개의 주간 노선과 9개의 야간 노선을 갖추고 있으며, 노선 길이는 518km에 달한다. 프라하 트램은 프라하의 시영 회사인 Dopravní podnik hlavního města Prahy a.s.가 운영하고 있다. 2011년에 약 3억 1,290만 명이 이용했고, 2012년에는 3억 2,420만 명이 트램을 이용했다. 프라하의 마차트램은 1875년에 개업했고, 전기 트램은 1891년에 처음 운행을 시작했다.
2019년 기준으로, 프라하의 노면전차는 882개의 트램을 운행중이며, 세계에서 2번째 (1번째는 부다페스트)로 운행 트램 수가 많은 것이다. 2018년 승객수는 3억 7,343만 명으로 부다페스트 다음으로 승객 수가 많았다.

## 같이 보기
- 페트르진 케이블카
- 프라하 메트로